# Tiểu vương quốc Córdoba
Tiểu vương quốc Córdoba (tiếng Ả Rập: إمارة قرطبة, Imārat Qurṭubah) là một vương quốc Hồi giáo thời trung cổ trên bán đảo Iberia. Sự thành lập của nó vào giữa thế kỷ VIII đã đánh dấu sự khởi đầu 700 năm thống trị của người Hồi giáo ở khu vực ngày nay là Tây Ban Nha và Bồ Đào Nha.
Các lãnh thổ của Tiểu vương quốc, nằm ở nơi mà người Ả Rập gọi là Al-Andalus, đã trở thành một phần của Caliphate Umayyad từ đầu thế kỷ thứ VIII. Sau khi Vương triều Abbasids lật đổ năm 750, hoàng tử Umayyad Abd ar-Rahman I đã chạy trốn khỏi thủ đô cũ ở Damascus và thành lập một tiểu vương quốc độc lập ở Iberia vào năm 756. Thủ phủ của tỉnh Córdoba (tiếng Ả Rập: قرطبة Qurṭuba) được đặt làm thủ đô, và trong nhiều thập kỷ đã phát triển thành một trong những thành phố lớn và thịnh vượng nhất trên thế giới. Sau khi ban đầu công nhận tính hợp pháp của Caliphate Abbasid của Baghdad, vào năm 929, Tiểu vương Abd al-Rahman III tuyên bố Caliphate Córdoba, mới là hợp pháp.